# St. Galler Tagblatt
Il St. Galler Tagblatt o semplicemente Tagblatt è un quotidiano svizzero in lingua tedesca della regione di San Gallo e in generale della Svizzera orientale.

## Storia
Il quotidiano fu fondato come Tagblatt der Stadt St. Gallen und der Kantone St. Gallen und Appenzell nel 1839 da Karl Peter Scheitlin e pubblicato dal 1841 a San Gallo dall'editore Zollikofer. Dal 1910 esce con il nome Sankt Galler Tagblatt. Inizialmente foglio di piccolo formato di avvisi e notizie, il giornale divenne con il tempo un quotidiano di opinione di orientamento radicale, che però rimase indipendente dal partito. Dal 1885 al 1969 uscì due volte al giorno, con un'edizione mattutina e serale. Dal 1853 al 1917 fu pubblicato il supplemento St. Galler Blätter.

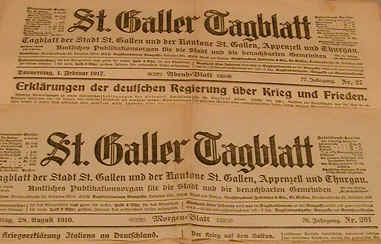
Copie del St. Galler Tagblatt del 1939

Negli anni 1960-80 il Sankt Galler Tagblatt rilevò, quali testate regionali, una serie di giornali in precedenza indipendenti e divenne il quotidiano di più ampia tiratura della Svizzera orientale. In quel periodo fu anche trasformato in un giornale aperto a diverse correnti di pensiero. Alla fine del 1989 la NZZ divenne l'azionista di maggioranza. Nel 1998 il quotidiano rilevò gli abbonati della Ostschweiz. Dal 1998 i fogli Wiler Zeitung/Volksfreund, Der Rheintaler, Appenzeller Zeitung e Der Toggenburger riportano nella parte generale gli stessi articoli proposti dal Sankt Galler Tagblatt. Nel 1860 la tiratura ammontava a circa 4 000 copie, nel 1989 a circa 70 000 e nel 2009 a 99 000, con sette edizioni regionali. Nel 2018 il quotidiano è entrato a far parte della joint venture editoriale CH Media.